# Фортунат Аквилейский
Фортунат Аквилейский (умучен ок. 306 года) — диакон в Сингидунуме, священномученик. Дни памяти — 12 июля, 27 августа (перенесение мощей). 
По одному из преданий святой Фортунат — диаконом в Сингидунуме, Сирмия. Он и святой Гермагор, бывший чтецом, там были схвачены и умучены во времена правления императора Диоклетиана. Впоследствии их мощи были перенесены в Аквилею.
По другому преданию святой Гермагор был епископом в Аквилее, поставившим во диаконы святого Фортуната. Об этом свидетельствует фреска XII века в крипте базилики Аквилеи. 